# Amtsgericht Ansbach

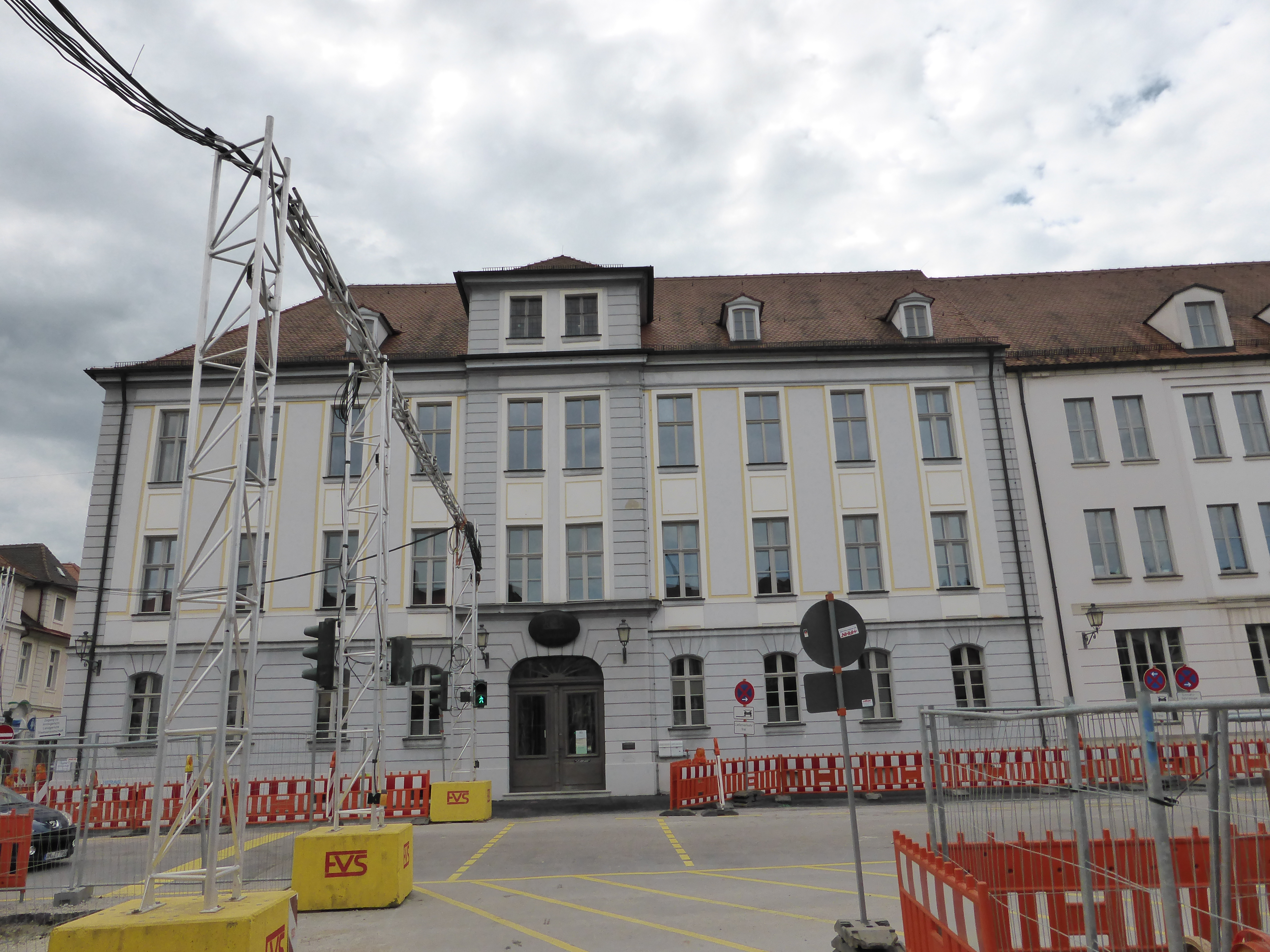
Amtsgericht Ansbach, Hauptgebäude (Promenade 8), 2013

Das Amtsgericht Ansbach ist ein Gericht der ordentlichen Gerichtsbarkeit und eines von 73 Amtsgerichten in Bayern. Es ist auf zwei Gebäude, an der Promenade 8 und an der Promenade 2, in Ansbach aufgeteilt.

## Geschichte
Alexander von Brandenburg-Ansbach aus dem Haus der Hohenzollern war der letzte Markgraf der beiden fränkischen Markgraftümer Brandenburg-Ansbach und Brandenburg-Bayreuth. Das seit 1791 preußische Ansbach kam 1806 an Bayern.  Im Jahre 1808 wurde im Verlauf der Verwaltungsneugliederung Bayerns u. a. ein Landgericht älterer Ordnung in Ansbach errichtet. Anlässlich der Einführung des Gerichtsverfassungsgesetzes am 1. Oktober 1879 kam es zur Errichtung eines Amtsgerichts in Ansbach, dessen Sprengel aus dem Bezirk des gleichzeitig aufgehobenen Landgerichts Ansbach gebildet wurde. Gleichzeitig wurde aus dem seit 1857 bestehenden Bezirksgericht Ansbach das bis heute bestehende Landgericht Ansbach gebildet, das dem Amtsgericht übergeordnet ist.
Mit Wirkung vom 1. März 1931 wurde das Amtsgericht Herrieden aufgehoben und aus dessen Bezirk die Gemeinden Arberg, Gern, Kemnathen und Mörsach dem Amtsgericht Gunzenhausen, die übrigen Gemeinden dagegen dem Amtsgericht Ansbach zugewiesen. Das Amtsgericht Heilsbronn wurde im Zweiten Weltkrieg zur Zweigstelle des Amtsgerichts Ansbach herabgestuft und am 1. Juli 1959 aufgelöst. Im Jahre 1973 verloren die dem Amtsgericht Ansbach benachbarten Amtsgerichte Rothenburg ob der Tauber und Dinkelsbühl ihre Selbstständigkeit und wurden als Zweigstellen dem Amtsgericht Ansbach zugeordnet. Die beiden Zweigstellen wurden Ende Februar 2008 aufgehoben.

## Zuständigkeit
Der Amtsgerichtsbezirk umfasst den gesamten Landkreis Ansbach und die Stadt Ansbach. In diesem Bezirk leben etwa 221.000 Menschen (181.000 Menschen im Landkreis Ansbach, 40.000 Menschen in der kreisfreien Stadt Ansbach). Das Amtsgericht Ansbach ist erstinstanzlich für Zivil-, Familien- und Strafsachen zuständig.

## Übergeordnete Gerichte
Dem Amtsgericht Ansbach ist das Landgericht Ansbach übergeordnet, welchem wiederum das Oberlandesgericht Nürnberg übergeordnet ist.